# Atacadão
Atacadão es una cadena mayorista de distribución creada en Brasil en la década de 1960, creada por Alcides Parizotto y adquirida en 2007 por Carrefour.

## Historia
El modelo hasta antes de la adquisición de Carrefour era nacional; es decir; solo funcionaba en Brasil, a partir de allí se convirtió en multinacional cuando Carrefour decide expandir el formato a Colombia, Argentina y en 2012 a Marruecos donde en un comienzo el formato funcionaba bajo el nombre MAXI y luego fue convertido a Atacadão.

## Operaciones anteriores

### Argentina
El nombre fue reemplazado por el de Carrefour MAXI.

### Colombia
El nombre fue reemplazado por el de Carrefour Maxi y posteriormente MAXI, luego el 18 de octubre de 2012 los activos de Carrefour se vendieron a la chilena Cencosud, quienes en marzo de 2013 decidieron cerrar las 4 tiendas que operaba (Bogotá - Ciudad Bolívar, Bogotá - Calle 13, Soacha - San Mateo y Apolo - Medellín). Actualmente, estas tiendas han sido reconvertidas en Easy.